# Ugovor o pomorskoj granici između Ekvatorske Gvineje i Svetog Tome i Principa
Ugovor o pomorskoj granici između Ekvatorske Gvineje i Svetog Tome i Principa je ugovor iz 1999. između Ekvatorske Gvineje i Svetog Tome i Principa kojim se utvrđuje pomorska granica između dviju zemalja.
Ugovor je potpisan u Malabu 26. lipnja 1999. godine. Granica utvrđena tekstom ugovora sastoji se od dva odvojena dijela. Prvi dio granice razdvaja otok Annobón Ekvatorske Gvineje i Otok svetoga Tome. Ovaj dio granice sastoji se od četiri pravocrtna pomorska segmenta definirana s pet pojedinačnih koordinatnih točaka. Granica je približna ekvidistantna crta između dva otoka.
Drugi dio definirane granice odvaja Río Muni (kontinentalna Ekvatorijalna Gvineja) od otoka Príncipe. Ovaj dio granice je složeniji, sastoji se od 14 pravocrtnih segmenata definiranih s 15 pojedinačnih koordinatnih točaka. Kao i prvi dio, ovaj dio granice je približna ekvidistantna crta između dviju zemalja.
Ugovor je privremeno stupio na snagu odmah po potpisivanju. Države ga još nisu ratificirale, a u tom će slučaju postati "definitivno" na snazi. Puni naziv ugovora je Ugovor o razgraničenju pomorske granice između Republike Ekvatorijalne Gvineje i Demokratske Republike São Tomé i Principe .

## Vanjske poveznice
- Full text of treaty